# Phan Thế Hùng
Phan Thế Hùng (sinh 1942) là đại biểu Quốc hội Việt Nam khóa X. Ông thuộc đoàn đại biểu Hải Phòng.
Ông từng là Bí thư Trung ương Đoàn, Bí thư Tỉnh ủy Vĩnh Phúc.